# Brun sæbe
Brun sæbe er fremstillet af "bløde" fedtstoffer som f.eks. sojaolie. Brun sæbe indeholder ca. 40% fedtsyre og er basisk med en typisk pH på 13-14. Dette skyldes, at brun sæbe indeholder stoffet kaliumhydroxid.
Svarende til, at man på f.eks. norsk og nederlandsk taler om grøn sæbe, var det også grøn sæbe i Danmark; det blev senere til brun sæbe med samme funktion.
Krystalsæbe er et andet navn for brun sæbe.

## Anvendelse
Brun sæbe kan foruden almindelig rengøring anvendes til at fjerne maling med (bare lad det trække nogle timer med madfilm over).
Spejdere (og lignende) bruger det også tit til at smøre uden på gryder, inden de skal over et bål, da det gør rengøringen betydeligt nemmere bagefter.
Brun sæbe anvendes også sammen med sprit og vand som middel imod bladlus i økologisk plantebrug og i private haver.